# 岡国高
岡 国高（おか くにたか、生没年不詳）は、戦国時代から安土桃山時代の武将。松永久秀の家臣。周防守。

## 略歴
岡氏は大和国葛下郡岡城を本拠とする国人で、興福寺一乗院方の国民。永禄2年（1559年）に松永久秀が大和に侵入してくると、岡氏は松永氏に属した。永禄10年（1567年）12月には織田信長から岡因幡守に宛て、松永久秀・久通父子への入魂を要求し、近いうちに上洛することを伝える書状が届けられている（「岡文書」）。永禄11年（1568年）9月、織田信長が足利義昭を奉じて入京すると久秀はいち早く出仕したが、岡氏もそれに従って義昭に臣従し、信長に属したものとみられる。
元亀4年（1573年）3月28日、織田信長と将軍・足利義昭が対立する中で、義昭方の甲斐武田氏から国高に知行を保証するとする覚書が送られ（「国立国会図書館所蔵古文書」）、5月17日には4月に病没した武田信玄の花押が据えられた書状が送られてきている（「武州文書」「荒尾家文書」）。松永久秀は同年12月26日に多聞山城を開いて信長に降伏しているが、国高はそれより早くに降っていたのか、9月11日に信長から戦勝祝いへの返礼を受けている（「集古文書」）。
天正2年（1574年）3月、岡氏は筒井順慶や高田氏、箸尾氏とともに上洛したところ、信長に人質を要求され、岡氏・高田氏・箸尾氏はこれに応じ切れないまま帰国した。同年11月には、本拠地の岡近辺が信長軍によって放火された。
天正5年（1577年）8月に松永氏が信長に反旗を翻すと、同年9月22日、信長は国高に久通の知行を差し押さえるよう命じ、大和国人が松永方に味方するのは同罪だと伝えている。この後、10月10日に松永久秀父子は自害した。江戸期の文献には、この時国高は松永方に付いて、信長の命で所領を没収され大和の山中に蟄居したとあるが（『畠山家譜』『和州諸将軍伝』）、天正8年（1580年）10月22日の時点で岡氏は2,000石を知行しており、これは誤りと考えられる。
天正8年（1580年）10月28日、岡弥二郎が自害させられ、中世武士としての岡氏は滅亡することとなった。